# Rudolf Klug (Widerstandskämpfer)

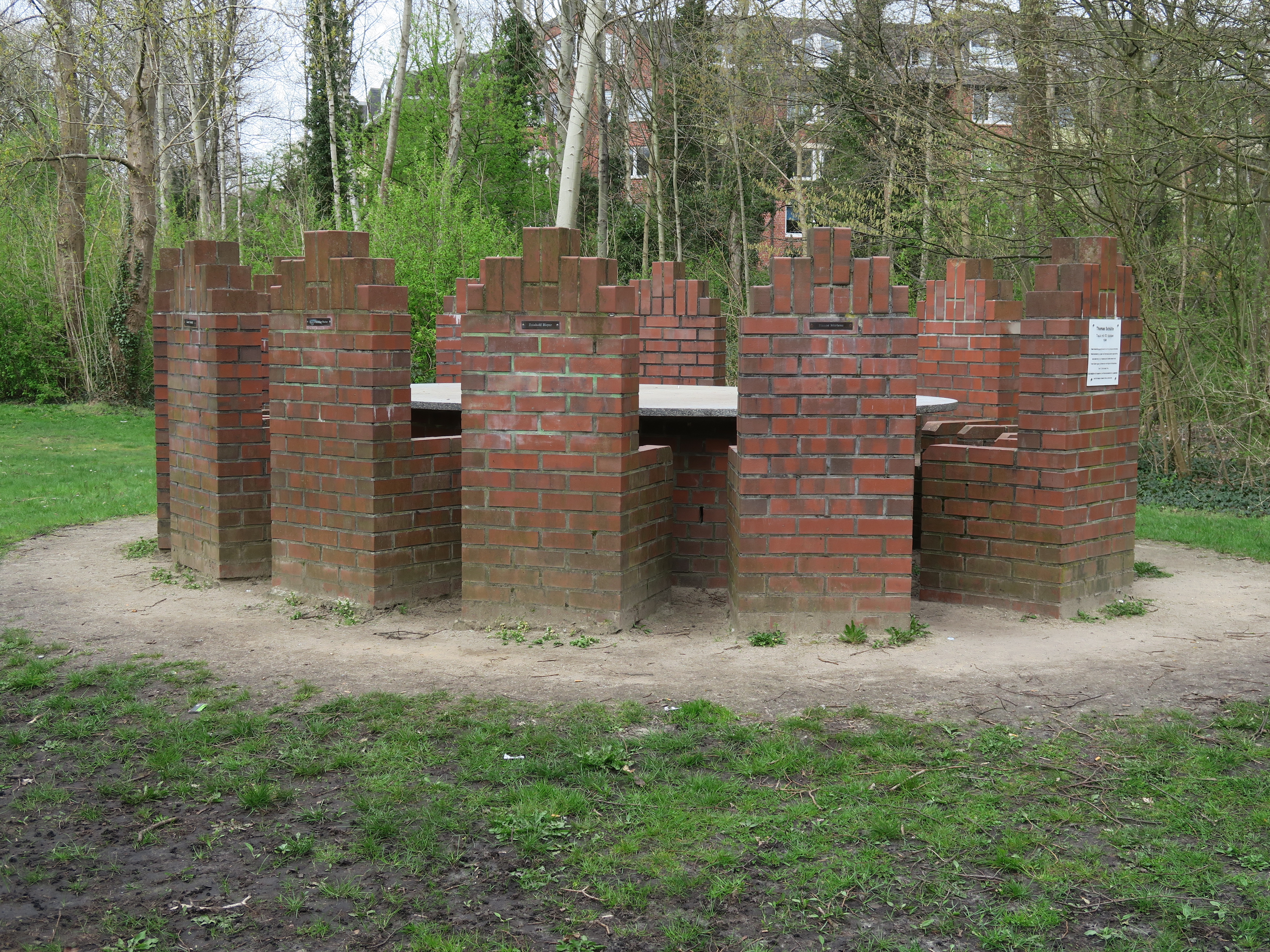
Mahnmal „Tisch mit 12 Stühlen“ in Hamburg-Niendorf

Rudolf Klug (* 8. Oktober 1905 in Hamburg; † 28. März 1944 in Beistfjord, Norwegen) war ein deutscher kommunistischer Pädagoge, Widerstandskämpfer gegen den Nationalsozialismus und NS-Opfer.

## Leben
Klug entstammte einer Hamburger Arbeiterfamilie. Sein Vater war Hafenarbeiter. Schon als Elfjähriger hatte er zum Lebensunterhalt der Familie beizutragen. Weil er fleißig war und das Geld zur Bezahlung eines Studiums zum großen Teil selber aufbrachte, studierte er nach Erlangung seiner Hochschulreife Pädagogik. Nach Abschluss seiner Examen fand er Anstellung an der freien, reformpädagogischen Telemann-Schule. Klug gewann ein persönliches Verhältnis zu seinen Schülern. Er unterstützte die Idee einer Weiterbildungsmöglichkeit für die Arbeiterjugend und gehörte zu den Begründern der „Proletarischen Volksheim-Jugend“. 1929 trat er in den Kommunistischen Jugendverband Deutschlands (KJVD) ein. Weil er zu denen gehörte, denen eine bürgerliche Ratsmehrheit wegen seiner Nähe zur KPD misstraute, trat er 1931 auch der Interessengemeinschaft oppositioneller Lehrer (IOL) bei. Nachdem ihn die KPD als Kandidat für die Bürgerschaftswahl aufgestellt hatte, wurde er 1931 aus dem Schuldienst entlassen. Nachdem Eltern und Schüler protestierten, wurde mit Unterstützung des Oberschulrates Fritz Köhne seine Entlassung rückgängig gemacht und in eine Versetzung an die Schule in der Breitenfelder Straße verwandelt.
Nach der Machtübertragung an die NSDAP 1933 wurde er ganz aus dem Schuldienst entfernt. Er hatte sich außerdem öffentlich gegen die Gleichschaltung der Gewerkschaften ausgesprochen. Von nun an verdiente er seinen Lebensunterhalt in einem Kaffeegeschäft, für das er per Rad Kaffee zu den Kunden ausfuhr. Die Leitung der IOL hatte beschlossen, sich in kleinere Gruppen aufzuteilen; eine davon leitete nun Klug. Als Fahrer im Kundendienst konnte er die Verbindung zu den anderen halten, antifaschistische Flugschriften verteilen und Vorhaben koordinieren. Als die Gestapo von seiner Widerstandstätigkeit Kenntnis bekam, wurde er am 25. Mai 1933 in „Schutzhaft“ genommen. Ein Gericht verurteilte ihn zu einem Jahr Gefängnishaft. Als er entlassen wurde, musste er Zwangsarbeit in dem Jugendheim „Puan Klent“ auf Sylt leisten. Danach setzte er seinen Kundendienst im Kaffeegeschäft des Widerstandskämpfers Kurt Adams weiter fort und konnte dadurch die Verbindung zu den anderen IOL-Lehrergruppen stärken. 1935 wurde er erneut verhaftet und von einem Gericht wegen „Hochverrats“ verurteilt zu einer Gefängnisstrafe in unbekannter Höhe. Ein weiteres Mal fiel er einer Massenverhaftung durch die Gestapo 1937 zum Opfer mit sofortiger Einweisung in das KZ Sachsenhausen. Nach seiner Entlassung aus dem KZ schloss er sich 1940 der Widerstandsgruppe „Bästlein-Jacob-Abshagen“ an. Nachdem man seine entzogene „Wehrwürdigkeit“ rückgängig gemacht hatte, wurde er 1941 zur Wehrmacht eingezogen und zunächst im Kriegsgefangenenlager Stalag X-B Sandbostel und ab Juli 1943 in einem Kriegsgefangenenlager in Norwegen zur Bewachung von sowjetischen Kriegsgefangenen eingesetzt. Diese Funktion nutzte er, um Kontakte zu sowjetischen Gefangenen und festgesetzten norwegischen Widerstandskämpfern herzustellen. Am 26. Februar 1944 wurde er festgenommen, weil er sowjetischen Kriegsgefangenen die Gelegenheit zur Flucht in das neutrale Schweden verschafft haben soll, er konnte aber fliehen und sich verstecken. Er wurde verraten und erneut festgenommen. Am 15. März 1944 verurteilte ihn ein Kriegsgericht zum Tode. Das Urteil wurde am 28. März 1944 vollstreckt. Rudolf Klug ruht auf der Kriegsgräberstätte Narvik.
Rudolf Klug war verheiratet mit Ehefrau Margareta.

## Ehrungen

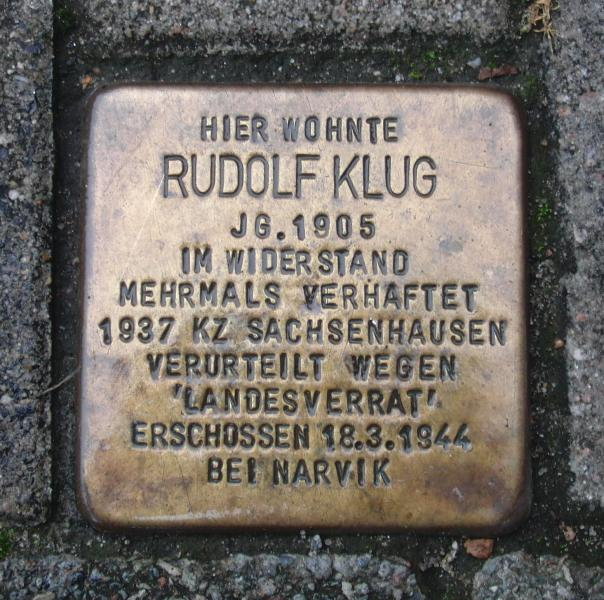
Stolperstein für Rudolf Klug in der Barmbeker Straße 93 in Winterhude

- 1981 beschloss die Eimsbütteler Bezirksversammlung, den Straßen eines geplanten Neubaugebiets die Namen von elf Widerstandskämpfern zu geben. Dadurch kam es zur Benennung einer Straße mit Namen „Rudolf-Klug-Weg“
- Der Ortsausschuss des Stadtteils Niendorf beschloss, den elf Widerstandskämpfern und NS-Opfern ein Mahnmal zu errichten. 1987 schuf der Düsseldorfer Künstler Thomas Schütte das Mahnmal „Tisch mit 12 Stühlen“, wovon ein Stuhl Rudolf Klug gewidmet ist.
- Vor seinem Wohnhaus in der Barmbeker Straße 93 in Hamburg-Winterhude ist ein Stolperstein verlegt, ein weiterer vor der Stadtteilschule Eppendorf.